# Ploceus luteolus
Ploceus luteolus là một loài chim trong họ Ploceidae.